# عدد تیلور
عدد تیلور(به انگلیسی: Taylor number) یک عدد بدون بعد می‌باشد که در دینامیک سیالات بیانگر نیروی گریز از مرکز یا نیروی اینرسی حول محور گردش سیال به نیروهای چسبندگی می‌باشد .این کمیت به افتخار فیزیک‌دان بریتانیایی جفری اینگرام تیلور(به انگلیسی: Geoffrey Ingram Taylor) نامگذاری شده‌است.تعاریف زیادی از عدد تیلور وجود دارد و همگی با یکدیگر هم ارزند ولی متداولترین این تعریف‌ها به صورت زیر است:
{\displaystyle \mathrm {Ta} ={\frac {4\Omega ^{2}R^{4}}{\nu ^{2}}}}
که در این رابطه:
- {\displaystyle \Omega } سرعت زاویه‌ای
- {\displaystyle R} کمیت مشخصه عمود بر محور چرخش سیال
- {\displaystyle \nu } ویسکوزیته سینماتیک